# Ceresbrunnen (Opole)
Der Ceresbrunnen in Oppeln ist ein 1907 eingeweihter Monumentalbrunnen, der von dem Bildhauer Edmund Gomansky geschaffen wurde. Er befindet sich auf dem Ignacy-Daszyński-Platz in der Oppelner Innenstadt.

## Geschichte

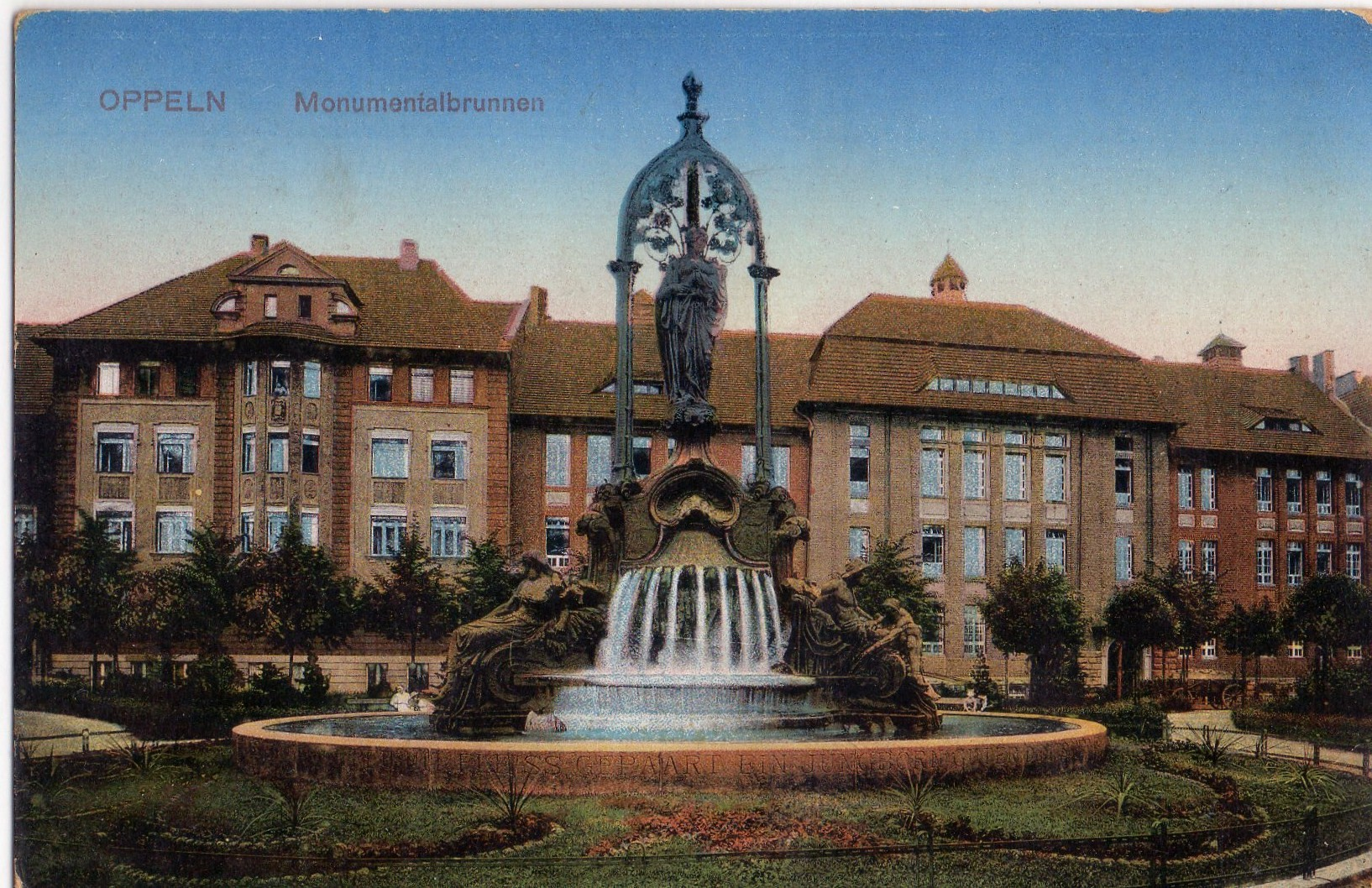
Ceresbrunnen (mit dem Baldachin aus Kupferblech), kolorierte Ansichtskarte (versandt 1917)

Im Jahr 1900 veranstaltete das Preußische Kultusministerium einen offenen Kunstwettbewerb zur Gestaltung eines monumentalen Springbrunnens für den Minervaplatz in Oppeln, an dem sich 72 Bildhauer beteiligten. Die Vorgaben waren, den Brunnen wegen der städtebaulichen Situation eher in die Breite als in die Höhe zu entwickeln, außerdem die in Bronze auszuführenden Skulpturen möglichst ohne architektonische Elemente (wie Sockel, Postamente, Brunnensäule oder ähnliches) für sich wirken zu lassen – weitere Wünsche für das Motiv der Darstellung bzw. die Ikonografie wurden nicht geäußert, sehr unscharf formuliert sollte der Brunnen ein „ernstes, charakteristisches Werk deutscher Kunst“ sein. Zehn Modelle wurden prämiert, darunter auch der Brunnenentwurf von Gomansky. Alle eingereichten Wettbewerbsentwürfe wurden in verschiedener Hinsicht stark kritisiert, auch die Wettbewerbsjury mochte keine der prämierten Arbeiten zur Ausführung empfehlen. Wie bereits ursprünglich eingeplant, wurde ein zweiter, engerer Wettbewerb unter fünf der zehn prämierten Teilnehmer durchgeführt: Reinhold Felderhoff, Edmund Gomansky, Fritz Klimsch, Ernst Wenck und Siegismund Wernekinck.
Gomansky änderte seinen ursprünglichen Entwurf erheblich ab, er ergänzte die Skulpturen durch Architekturteile in Jugendstil-Formen, stellte die zentrale Figur auf ein mittleres Podest in Form einer Woge und gruppierte die weiteren Figuren sitzend darum herum. Ein durchbrochener Baldachin über der Göttin vervollständigte den Brunnen. Man begann 1904 mit der Ausführung, eingeweiht wurde der Brunnen 1907 zum 100. Jubiläum der Landwirtschaftsreform in Preußen (Oktoberedikt von 1807) auf dem Schmuckplatz in der Mitte des Platzes, der inzwischen in Friedrichsplatz umbenannt worden war und seit den 1950er Jahren Ignacy-Daszyński-Platz heißt. Der 1900 angeregte Verzicht auf architektonischen Aufwand und Höhenentwicklung sowie der damals geforderte geringe Wasserverbrauch spielten beim schließlich ausgeführten Entwurf von Gomansky offensichtlich keine Rolle mehr; lediglich die Ausführung der Skulpturen in Stein statt Bronzeguss war als sparsam zu verstehen.

## Beschreibung
Der rundherum freistehende Brunnen im Zentrum einer kleinen Grünanlage zeigt die römische Göttin Ceres (Demeter), die Göttin des Ackerbaus. Der Baldachin aus Kupferblech verschwand beim Wiederaufbau der Stadt nach dem Zweiten Weltkrieg. Um die Ceresfigur herum befinden sich Skulpturen von Proserpina (Persephone, Tochter von Demeter), Neptun (Poseidon) mit Glaukos und einem Fischernetz und Herkules (Herakles) mit einer Hacke, die Landwirtschaft, Fischerei und Bergbau symbolisieren.
An der Vorderseite des Brunnens befand sich am Brunnenrand in Großbuchstaben die deutschsprachige Inschrift „Des Bürgers Treu mit Fleiß gepaart – ein Jungborn guter deutscher Art“. Nachdem Oppeln 1945 unter polnische Verwaltung gekommen war, wurden alle deutschen Schriftzeugnisse entfernt, darunter auch die Inschriften am Ceresbrunnen. Im Februar 2009 kündigte der Stadtpräsident von Opole, Zembaczyński, an, dass im Zuge von Restaurierungsarbeiten die deutschen Inschriften wiederhergestellt würden. Im Juni 2009 wurden diese Restaurierungsarbeiten abgeschlossen.